# Michiel Braam
Michiel Braam (Nijmegen, 17 mei 1964) is een Nederlands jazzpianist en componist.

## Biografie
Pianist, componist en bandleider Michiel Braam studeerde aan het ArtEZ Conservatorium, waar hij momenteel ook hoofd van de afdeling Jazz & Pop is. In 1986 stichtte hij twee bands: Bik Bent Braam (met Angelo Verploegen, Eric Boeren, Wolter Wierbos, Peter Haex, Carl Ludwig Hübsch, Peter van Bergen, Jan Willem van der Ham, Bart van der Putten, Frans Vermeerssen, Frank Gratkowski, Jörg Brinkmann, Michael Vatcher) en Bentje Braam.
In 1987 kreeg Michiel Braam een compositieopdracht van de NOS. Hij schreef een stuk voor 4 klarinetten met de titel Koeien en Beesten. Het werd uitgevoerd door hemzelf op piano, en de klarinettisten Ab Baars, Theo Jörgensmann, Michael Moore en Louis Sclavis. In 1989 volgde het Trio BraamDeJoodeVatcher (met Wilbert de Joode en Michael Vatcher), in 2005 eBraam (aanvankelijk Wurli Trio genaamd, met Pieter Douma en Dirk-Peter Kölsch) en in datzelfde jaar Michiel Braam's Hybrid 10tet (met eBraam, het klassieke Matangi strijkkwartet, Taylor Ho Bynum, Carl Ludwig Hübsch en Nils Wogram. Sinds 2015 speelt Braam samen met bassist Aty de Windt en güirero André Groen in het trio Nos Otrobanda, dat zich specialiseert in de Antilliaanse walsen.
Samen met Frans Vermeerssen leidt hij het sextet All Ears (met Herb Robertson, Frank Gratkowski, Wilbert de Joode en Michael Vatcher). Daarnaast werkte hij met musici als George Lewis, Benjamin Herman, Han Bennink, Conny en Johannes Bauer en Steve Argüelles.
Het orkest Bik Bent Braam stond aan de internationale top op het gebied van improvisatie-muziek met een grote bezetting en speelde wereldwijd, evenals zijn Trio BraamDeJoodeVatcher nog steeds doet.
In 2007 heeft Braam Nopera gebracht, een soort muziektheaterstuk waarin geen volgorde van de geschreven muziek vaststond en veel geïmproviseerd werd, en het libretto in het Nogniets was geschreven, een niet-bestaande taal.
In 2012 is Bik Bent Braam opgeheven. Flex Bent Braam, een kleinere bezetting, heeft de plaats ingenomen en in 2013 het succesvolle programma "Lucebert" gepresenteerd op de podia en in een album dat is uitgekomen in samenwerking met uitgeverij Huis Clos.

In 2015 heeft eBraam samen met zanger Dean Bowman als verteller "The Extraordinary Love Story of Aye Aye and Fedor" opgenomen, naar Ana Isabel Ordonez' kinderboek, binnen een groter project waarvan ook dans en beeldende kunst deel uitmaken.
In 2016 zag Reeds & Deeds, met Frans Vermeerssen, Alex Coke, Bo van de Graaf, Arjen Gorter en Makki van Engelen het levenslicht. Dat sextet speelt muziek van Roland Kirk en bracht in 2019 het album "Live at JazzCase" uit.
In 2020 is het 25 jaar geleden dat Bik Bent Braam het programma "Het XIJZ der Bik Bent Braam" speelde. Een speciale latin versie van dit programma zal in het jubileumjaar worden gepresenteerd door de nieuwe 13-koppige band Son Bent Braam (met Angelo Verploegen, Joël Botma, Ilja Reijngoud, Efe Erdem, Efraïm Trujillo, Bart van der Putten, Frans Vermeerssen, Jesse Schilderink, Aty de Windt, André Groen, Danny Rombout en Martin Gort onder de titel "El XYZ de Son Bent Braam".
In 1988 kreeg Michiel Braam de Podiumprijs toegekend en in 1997 de belangrijkste jazzprijs van Nederland, de VPRO/Boy Edgar Prijs.

## Composities
- De Parkeermeterfabriek voor Big Band (Music Meeting 1986)
- Fortunato's & Ontspoord voor muziektheater (Hof 1986/87)
- Zebees, stuk voor piano & ensemble en Annoyed Art voor muziekgroep Ereprijs (1986 / 1987 / 1988)
- De Straat voor koor & impro-sextet (IJselfestival 1987)
- Achtervolging voor 4 marimba's (Michi marimba 4tet 1987)
- De asbak raakt vol, maar de lekken zijn gedicht voor basklarinet (Hein Peijnenburg 1988)
- Koeien en beesten voor 4 clarinetten en piano (NOS 1988)
- Eet smakelijk!, Wat heb je zelf in de hand? en Met Gemengde gevoelens voor Bentje Braam (1988/1989/1990)
- Metamorfose voor piano (Muziektheater Spelbeeld 1989)
- Het wrede bestaan van een triangelaar voor Big Band (1989)
- Zazatjboem voor basklarinet & percussie (Tandem bj1990)
- Het voorchrift voor 12 musici (W.I.M. 1990)
- Opera Pias en Akki voor 2 toetsenisten (Deventer 1991)
- Mozart of zoiets voor 14 exprovisatoren en 4 improvisatoren ( 1991)
- Frslt voor orkest (Orkest de Volharding 1992)
- 9 Stukken voor Bentje Braam plus 4 klarinetten (Kunsthuis 13 Velp 1992)
- Inktvis voor Kladderadatsch (Fanfare van de eerste liefdesnacht 1992)
- Sopraantje, een operette voor Zang & 11 musici (Hoge School vd Kunsten Arnhem 1993)
- Flexitunes voor John Engels Flextet (1993)
- Levend Blauw voor basklarinet & piano (1993)
- Blues in Effe Denken voor altsaxofoon (Jan Willem van der Ham 1994)
- Piccolo voor Kladderadatsch (Gentse Feesten België 1994)
- Neem 7, geef 8, dan 5 voor Bik Bent Braam (Bimhuis 1994)
- Second Coolbook voor Bentje Braam (Birmingham Jazz Engeland 1995)
- Het XYZ der BBB voor Bik Bent Braam (1995)
- Brasilia (arrangement van stuk Loevendie) voor Nieuw Ensemble (1995)
- Getijden voor Septet Braam (NPS Klap op de Vuurpijl 1995)
- Jungle Book Suite voor Septet Braam (1996)
- De toestand, de moord en de achtervolging voor Xenakis strijkkwartet (CNM Middelburg 1997)
- Een potje Gershwinnen (arrangement naar Gershwin) voor Calefax rietkwintet plus Denise Jannah (Calefax 1997)

- Verzoeknummers voor Bik Bent Braam (1997)
- The Hobbit voor Calefax plus piano (NPS 1998)
- Zwart Wit voor Bik Bent Braam (1998)
- Tivoccatajanssen (spreek snel uit) voor piano (Ivo Janssen 1998)
- Worms is Back voor piano (Marcel Worms 1998)
- Alle 13 goed!! voor Bik Bent Braam (1999)
- The Hotbooklet voor Bentje Braam (1999)
- Jazzine Jazz voor viool (Janine Jansen Gaudeamus 1999)
- Globe Orchestra voor Stichting Andere Muziek (1999)
- Kwertie voor mannenzangkwartet (Mezzo Macho 2000)
- Opbouwende kritiek voor 2 draailieren en accordeon (Appelation Controlee 2000)
- Flexplain voor Bentje Braam (2000)
- Colors voor Trio BraamDeJoodeVatcher (2001)
- Bik Bent Braam Goes Bonsai (2002)
- Foamy Wife Hum for All Ears (2003)
- Growing Pains for Bik Bent Braam (2003)
- Change This Song voor trio BraamDeJoodevatcher en Michiel Braam's Wurli Trio (2004)
- 13 Concerten voor Bik Bent Braam (2005)
- Nopera voor Trio BraamDeJoodeVatcher, Zapp strings en 3 zangers (2006)
- Flex, de stenen gast voor gemengd ensemble (ArtEZ 2006)
- Extremen voor Bik Bent Braam (2007)
- Quartet voor Trio BraamDeJoodeVatcher (2009)
- Serendipities voor Bik Bent Braam (2010)
- On The Move voor Michiel Braam's Hybrid 10tet (2011)
- Exit voor Bik Bent Braam (2012)
- 3 voor eBraam (2012)
- Black to White for Matangi String Quartet (2013)
- Lucebert voor Flex Bent Braam (2013)
- The Extraordinary Love Story Of Aye Aye And Fedor voor eBraam (Ana Isabel Ordonez, 2014)
- Marjan, Valencia, Sissi voor Nos Otrobanda (2016)
- A Malicious Teleological Primordiality voor Hawinkels Band (2017)
- El XYZ de Son Bent Braam voor Son Bent Braam (2019)

## Discografie
- Oeps! (Solo, 1989)
- Bentje Braam (1990)
- Rompiendo La Rutina (European Danzón Orchestra, 1991)
- Howdy! (Bik Bent Braam, 1993)
- Jazzs (Two Penguins in the desert, 1994)
- One For Rahsaan (Frans Vermeerssen Quintet, 1995)
- Het XYZ der Bik Bent Braam (1996)
- Niet met de deuren slaan (Bo's Art Trio, 1997)
- Monk Materials (Trio BraamDeJoodeVatcher, 1990) / Playing the second Coolbook (Bentje Braam, 1998)
- Zwart Wit (Bik Bent Braam, 1999)
- 13 (Bik Bent Braam, 2000)
- Colors (Trio BraamDeJoodeVatcher, 2002)
- Bik Bent Braam Goes Bonsai (2002)
- Foamy Wife Hum/Line (All Ears, 2003)
- Michiel vs Braam (Soloalbum, 2004)
- Growing Pains (Bik Bent Braam, 2004)
- Cobra (Bo's Art Trio, 2002/2004)
- Change this Song (Trio BraamDeJoodeVatcher, 2006)
- Hosting Changes (Michiel Braam's Wurli Trio, 2006)
- Extremen (Bik Bent Braam, 2008)
- Non-Functionals (Michiel Braam's Wurli Trio, 2008)
- Quartet (Trio BraamDeJoodeVatcher, 2009)
- Quintet (Trio BraamDeJoodeVatcher, 2010)
- On The Move (Michiel Braam's Hybrid 10tet, 2011)
- 3 (eBraam, 2012)
- Lucebert (Flex Bent Braam, 2012)
- Live at Novara (Olanda in Due, 2013)
- Aye (eBraam plus Dean Bowman, 2015)
- Gloomy Sunday (soloalbum, 2016)
- The Curaçao Experience (Nos Otrobanda, 2016)
- 40 jaar na P. (Hawinkels Band, 2017)
- Crime (Penguins Too, 2018)
- Live at JazzCase (Reeds & Deeds, 2019)

- Digitale Bibliotheek voor de Nederlandse Letteren: braa076
- Gemeinsame Normdatei: 123901995
- International Standard Name Identifier: 0000 0000 8414 0975
- Library of Congress Control Number: no98035462
- MusicBrainz: 0e94df8d-115a-49cb-9bf1-58875bf03fd8
- Virtual International Authority File: 117460784
- WorldCat: E39PBJg8Fj7H9WBtCRTWCPDjG3